# Rij (wiskunde)

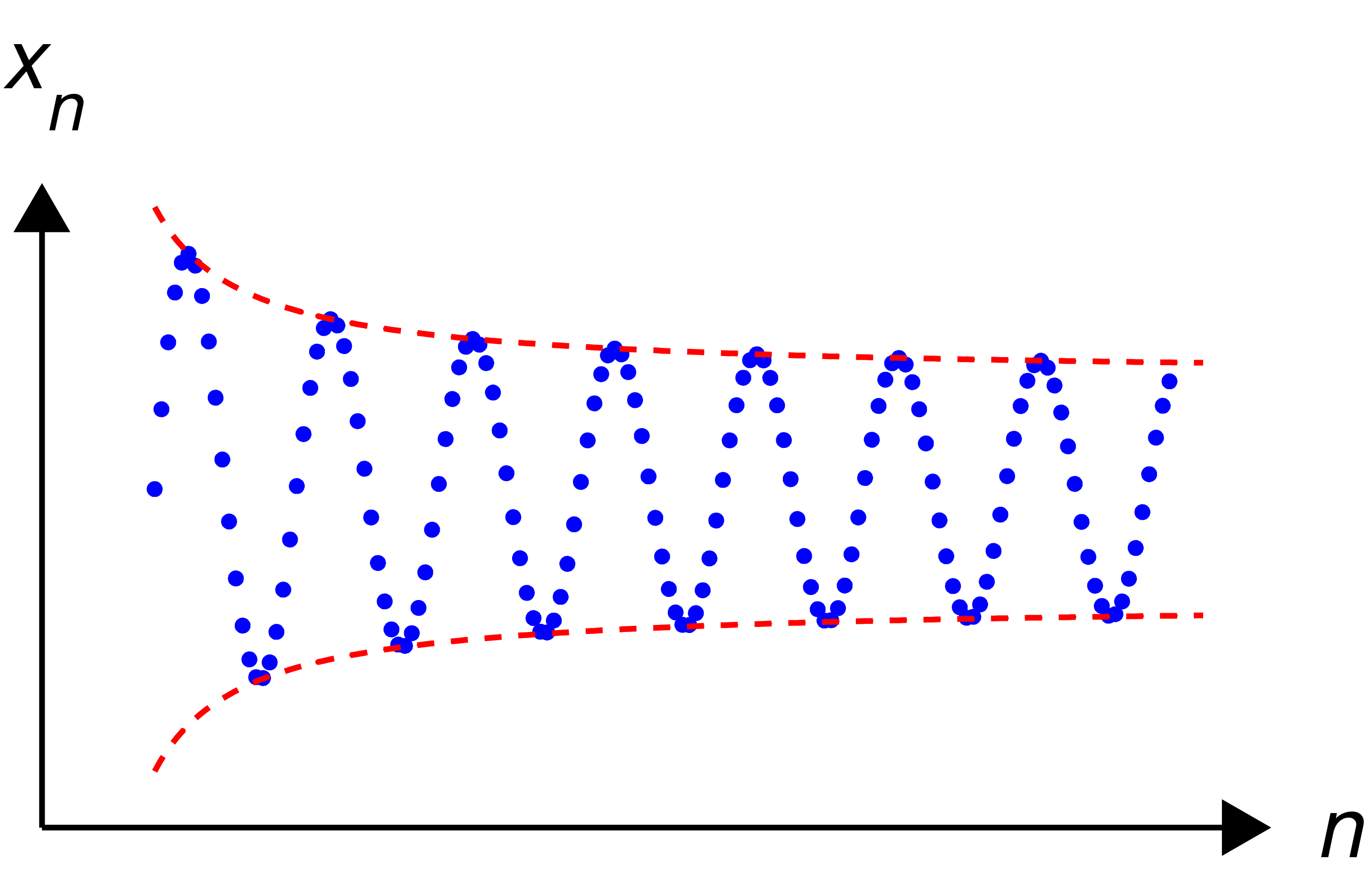
Voorbeeld van een oneindige rij die niet stijgend, niet dalend en niet convergent, maar wel begrensd is

In de wiskunde is een rij een opeenvolging van objecten, die elementen of termen van de rij worden genoemd. Meestal worden de elementen genummerd, met als nummer een geheel getal,  opeenvolgend en oplopend. Het (rang)nummer van een element in een rij wordt in het algemeen als index genoteerd. Een rij verschilt er dus van een verzameling in, dat de elementen in een rij hun plaats in die rij toebedeeld hebben gekregen en dat zij meer dan een keer in de rij voor mogen komen.
Een rij kan net zoals een verzameling uit eindig of aftelbaar oneindig veel elementen bestaan. De objecten die in een rij kunnen staan, zijn net zo algemeen als de elementen van een verzameling. Een eindige rij wordt gewoonlijk genummerd met de getallen 1 tot en met een zekere {\displaystyle N}, hoewel de index van het eerste element soms ook anders gekozen wordt. De elementen van een oneindige rij met een eerste element worden gewoonlijk genummerd met de getallen 1, 2, ... Ook in dit geval wordt als eerste index wel een ander getal gekozen. Een oneindige rij zonder eerste element, maar wel met een laatste, wordt genummerd met de gehele getallen, vaak tot en met 0. Is er noch een eerste element, noch een laatste, dan wordt er genummerd met de gehele getallen. 
Een eindige rij met {\displaystyle N} elementen wordt meestal weergegeven als
{\displaystyle (a_{1},a_{2},\ldots ,a_{N})},
een oneindige rij met eerste element als
{\displaystyle (a_{1},a_{2},a_{3},\ldots )}
of als 
{\displaystyle (a_{n})_{n=1}^{\infty }},
een oneindige rij zonder eerste element, maar wel een laatste als
{\displaystyle (\ldots ,a_{-2},a_{-1},a_{0})=(a_{n})_{n=-\infty }^{0}}
en een rij zonder eerste en laatste element als
{\displaystyle (\ldots ,a_{-2},a_{-1},a_{0},a_{1},a_{2},\ldots )=(a_{n})_{n=-\infty }^{\infty }=(a_{n})_{n\in \mathbb {Z} }}

## Definities en notatie
- Een oneindige rij met eerste element is een afbeelding met domein {\displaystyle \{1,2,3,\ldots \}}. Het argument is het rangnummer.
- Een eindige rij van {\displaystyle n} elementen is een afbeelding met domein {\displaystyle \{1,2,3,\ldots ,n\}}.
- Een oneindige rij met laatste element is een afbeelding met domein {\displaystyle \{\ldots ,-2,-1,0\}}.
- Een tweezijdig oneindige rij is een afbeelding met domein {\displaystyle \mathbb {Z} }.

Met een rij in {\displaystyle V} wordt bedoeld dat het codomein {\displaystyle V} is. De beelden worden elementen van de rij genoemd. De afbeelding hoeft niet injectief te zijn, dat wil zeggen dat een element van {\displaystyle V} meer dan één keer in de rij kan voorkomen.
Een rij wordt wel genoteerd als {\displaystyle (a_{n})_{n=M}^{N}}, met {\displaystyle N-M\geq 1,} inclusief de mogelijkheid {\displaystyle M=-\infty } en/of {\displaystyle N=\infty }. In het geval van een oneindige rij met eerste element, met {\displaystyle r} de betreffende afbeelding, geldt dan {\displaystyle a_{n}=r(n-M+1)}. Op de plaats van {\displaystyle a_{n}} kan ook expliciet een uitdrukking in {\displaystyle n} staan. Zo is er bijvoorbeeld de rij {\displaystyle (n^{2})_{n=3}^{\infty }}, die onder meer ook genoteerd kan worden {\displaystyle ((n+2)^{2})_{n=1}^{\infty }}. Als de eerste elementen van een rij al suggereren hoe die verdergaat, en dat inderdaad het geval is, wordt een rij ook wel genoteerd door opsomming van die eerste elementen, gevolgd door puntjes. Zo kan de genoemde voorbeeldrij ook genoteerd worden (9, 16, 25, ...). Bij een tweezijdig oneindige rij, dus een afbeelding met domein {\displaystyle \mathbb {Z} }, wordt, indien niet anders aangegeven, met de variabele buiten de haakjes het argument van de afbeelding bedoeld. {\displaystyle (n^{2})_{n=-\infty }^{\infty }} is dus een andere tweezijdig oneindige rij dan {\displaystyle ((n+2)^{2})_{n=-\infty }^{\infty }}. Een notatie als (..., −4, −1, 0, 1, 4, ...) is niet eenduidig, omdat er niet uit blijkt bij welk element het argument 0 is.
In plaats van de notatie {\displaystyle (a_{n})_{n=M}^{\infty }} wordt ook wel de notatie {\displaystyle (a_{n})_{n\geq M}} gebruikt.
Het is gebruikelijk de vermelding van het bereik van de index weg te laten als dit uit de context duidelijk is of geen belangrijke rol speelt; dat leidt tot de notatie {\displaystyle (a_{n})}. De ook veelvuldig voorkomende notatie met accoladen, zoals in {\displaystyle \{a_{n}\}}, is minder geschikt te achten, daar deze de ordening van de verzameling niet duidelijk toont.
Vaak zijn de elementen van {\displaystyle V}, dus van de rij, gewoon getallen, maar het kunnen ook andere objecten zijn, zoals vectoren, matrices, functies, verzamelingen, stochastische variabelen, enzovoort, en zelfs objecten buiten de wiskunde.

## Voorbeelden
Een eenvoudig voorbeeld van een rij is {\displaystyle (x_{n})_{n=1}^{\infty }} met {\displaystyle x_{n}=n^{2}}, dat wil zeggen de rij {\displaystyle (1,4,9,16,25,\ldots )}.
Dit is een getallenrij, waarin bijvoorbeeld {\displaystyle x_{2}=4} en {\displaystyle x_{6}=36}. We vinden het element met nummer 32 uit de rij door te berekenen:
{\displaystyle x_{32}=32^{2}=1024}
Een bekend voorbeeld van een recursief gedefinieerde rij is de rij van Fibonacci, {\displaystyle (f_{n})_{n=1}^{\infty }}, gedefinieerd door {\displaystyle f_{1}=1,\ f_{2}=1} en {\displaystyle f_{n}=f_{n-2}+f_{n-1}} voor elke {\displaystyle n>2}. Merk op dat er twee beginwaarden moeten worden gegeven om het recursieve proces op gang te krijgen.
Niet voor elke getallenrij bestaat een wiskundige formule waarmee men een element kan uitrekenen. Het bekendste voorbeeld hiervan is de rij van priemgetallen, waarvan element {\displaystyle n} alleen kan worden beschreven als het {\displaystyle n}-de priemgetal.
Een voorbeeld van een rij met elementen buiten de wiskunde is de (eindige) rij, beginnend met een bepaald persoon en verder bestaande uit mannelijke personen, waarin elk volgend element de vader is van het vorige.
Enkele voorbeelden van getalrijen met speciale eigenschappen zijn:
- rekenkundige rij
- meetkundige rij
- harmonische rij

Als direct duidelijk is dat er sprake is van rijen, wordt een rij {\displaystyle (a_{n})_{n=1}^{\infty }} wel zonder haakjes genoteerd. Dus als:
{\displaystyle a_{1},a_{2},a_{3},\dots }
Dit is ook het geval in teksten die gebruikt worden in het voortgezet of secundair onderwijs.
Ook wordt hier een notatie/definitie gebruikt met behulp een functie op de natuurlijke (of op de gehele) getallen:
{\displaystyle a_{n}=f(n),\quad {\text{met }}n=1,2,\dots }
Het functievoorschrift van {\displaystyle f} wordt dan ook wel de directe formule van {\displaystyle (a_{n})} genoemd. Bij grafische rekenmachines hebben rijen meestal de namen {\displaystyle u,v,w}. Voorbeelden, voor {\displaystyle n=1,2,3,\dots }:
{\displaystyle u_{n}=5n-3n^{2}}
{\displaystyle v_{n}=100\cdot 1{,}05^{n-1}}

## Convergentie en divergentie
In veel gevallen zal men van oneindige rijen in een metrische ruimte willen weten of een gegeven rij een limiet heeft. Is er zo'n limiet dan heet de rij convergent, anders divergent.
De rijen uit de vorige paragraaf zijn beide divergent, omdat de elementen uit de rij onbeperkt groter worden naarmate men verder in de rij gaat. Een voorbeeld van een convergente rij is de rij:
{\displaystyle (y_{n})=(1,{\tfrac {1}{2}},{\tfrac {1}{3}},{\tfrac {1}{4}},{\tfrac {1}{5}},\ldots )}
Dus met:
{\displaystyle y_{n}={\tfrac {1}{n}}}
Deze rij convergeert naar het getal 0, omdat de getallen uit de rij willekeurig dicht bij het getal 0 komen. Dit wordt genoteerd als:
{\displaystyle \lim \limits _{n\to \infty }y_{n}=0}

### Equivalente rijen
Twee oneindige rijen heten equivalent als de afstand tussen overeenkomstige elementen vanaf een bepaald rangnummer in de twee rijen willekeurig klein wordt.

### Cauchyrijen
Een cauchyrij of fundamentaalrij is een oneindige rij, waarvoor geldt dat als men verder in de rij komt, de elementen in de rij elkaar willekeurig dicht benaderen. Dit lijkt te betekenen dat de rij naar een limiet convergeert, maar dat is vanwege de definitie niet bij iedere cauchyrij het geval. Een cauchyrij kan bijvoorbeeld naar een waarde convergeren, die geen element van de betrokken verzameling is.
De rij {\displaystyle (a_{i})=1,{\tfrac {1}{2}},{\tfrac {1}{3}},{\tfrac {1}{4}},\ldots } is een cauchyrij. Noem {\displaystyle V} het reële interval {\displaystyle (0,\infty )}. Alle {\displaystyle a_{i}\in V}, maar {\displaystyle (a_{i})} convergeert niet naar een waarde, dus heeft geen limiet in {\displaystyle V}.

### Divergentie
Een oneindige rij die niet convergeert, heet divergent. Voor een divergente rij reële getallen zijn er de volgende mogelijkheden:
- De elementen van de rij worden onbeperkt groot en convergeren derhalve niet naar een enig reëel getal. De rij {\displaystyle (i)_{i=1}^{\infty }} divergeert naar oneindig.
- De elementen van de rij worden onbeperkt kleiner en convergeren derhalve niet naar een enig reëel getal. De rij {\displaystyle (-(2^{i}))_{i=1}^{\infty }} divergeert naar min oneindig.
- De elementen in de rij springen heen en weer zonder dat er convergentie optreedt. De rij {\displaystyle ((-1)^{i})_{i=1}^{\infty }=-1,1,-1,1,\ldots } divergeert. Ook de rij {\displaystyle 0,3,{\tfrac {1}{2}},2{\tfrac {1}{2}},{\tfrac {3}{4}},2{\tfrac {1}{4}},{\tfrac {7}{8}},2{\tfrac {1}{8}},\ldots } divergeert.
- De elementen in de rij komen steeds verder uit elkaar te liggen: bijvoorbeeld  {\displaystyle 0,1,0,2,0,3,\ldots } divergeert.

## Monotonie
In het geval dat de elementen van een rij onderling vergelijkbaar zijn, noemt men een rij monotoon als de rij niet-dalend (ook stijgend geheten) of niet-stijgend (ook dalend geheten) is. Een rij is niet-dalend (stijgend) als elk element van de rij groter dan of gelijk aan het voorgaande element is. Andersom is een rij niet-stijgend (dalend) als elk element kleiner dan of gelijk aan het voorgaande is. Men noemt een rij strikt monotoon als de rij strikt stijgend of strikt dalend is. Een rij is strikt stijgend als elk element van de rij groter is dan het voorgaande element. Andersom is een rij strikt dalend als elk element kleiner dan het voorgaande is.
Vanwege de eigenschap 'monotonie' spreekt men ook vaak van monotoon stijgend en monotoon dalend in plaats van alleen stijgend en dalend, enz.
Alle rijen die tot nu toe als voorbeeld zijn behandeld, {\displaystyle (x_{n})}, {\displaystyle (f_{n})} en {\displaystyle (y_{n})}, zijn strikt monotone rijen: de eerste en de tweede zijn strikt monotoon stijgend, de derde is strikt monotoon dalend. Daarentegen is de volgende rij niet monotoon, en dus ook niet strikt monotoon:
{\displaystyle (z_{n})=(1,-1,{\tfrac {1}{2}},-{\tfrac {1}{2}},{\tfrac {1}{3}},-{\tfrac {1}{3}},\ldots )}
Deze rij is alternerend, wat betekent dat de elementen steeds van teken verschillen. De rij is convergent, namelijk naar 0.

## Begrensdheid
Men noemt een rij (mits de elementen vergelijkbaar zijn, zoals bij reële getallen) naar boven begrensd als er een bovengrens bestaat, een waarde die door geen enkel element wordt overschreden; op soortgelijke wijze definieert men het begrip naar beneden begrensd. Een rij die zowel naar boven als naar beneden begrensd is noemt men begrensd. De voorbeeldrijen {\displaystyle (x_{n})} en {\displaystyle (f_{n})} zijn wel naar beneden (door de benedengrens 1, maar ook 0 of zelfs -6, mits maar klein genoeg), maar niet naar boven begrensd, en de voorbeeldrij {\displaystyle (y_{n})} heeft als (grootste) benedengrens 0 en als (kleinste) bovengrens 1. Deze rij is dus begrensd, en de laatste voorbeeldrij {\displaystyle (z_{n})} eveneens.

## Monotone-convergentiestelling
Elke monotoon stijgende, naar boven begrensde rij heeft een limiet, die niet groter is dan de kleinste bovengrens en elke monotoon dalende, naar beneden begrensde rij evenzo. De limiet is dan niet kleiner dan de grootste benedengrens.

## Topologische ruimten met oneindig als element
In {\displaystyle {\overline {\mathbb {R} }}} en {\displaystyle {\widehat {\mathbb {R} }}} (zie topologische ruimten met oneindig als element) geldt voor een rij met een oneindige limiet, net als voor een rij met een eindige limiet, dat deze rij convergent is.

## Meer definities
- Voor iedere rij {\displaystyle (a_{i})_{i=1}^{\infty }} in een verzameling waarin een optelling is gedefinieerd, is de daarbij horende reeks gedefinieerd als de som

{\displaystyle \sum _{i=1}^{\infty }a_{i}=a_{1}+a_{2}+a_{3}+\ldots }
- Een vector {\displaystyle \mathbf {v} } is voor te stellen als een getallenrij {\displaystyle (x_{1},\ldots ,x_{n})}, die samen met de bijbehorende geordende basis {\displaystyle (\mathbf {e} _{1},\ldots ,\mathbf {e} _{n})} de vector bepaalt:

{\displaystyle \mathbf {v} =\sum _{i=1}^{n}x_{i}\mathbf {e} _{i}}
- De verzameling rijen in een verzameling {\displaystyle V} wordt genoteerd {\displaystyle V^{\infty }}. Als {\displaystyle V} een vectorruimte is, is {\displaystyle V^{\infty }} dat ook, met componentsgewijze optelling en scalaire vermenigvuldiging. Een voorbeeld is {\displaystyle \mathbb {R} ^{\infty }}. De elementen van een rij in {\displaystyle V} zijn in de terminologie van vectoren de componenten van de corresponderende vector in {\displaystyle V^{\infty }}.

- Een deelrij is te vergelijken met een deelverzameling. Een deelrij {\displaystyle (a_{i})} is een rij, die kan worden afgeleid uit een andere rij {\displaystyle (b_{j})} door een aantal elementen uit {\displaystyle (b_{j})} te verwijderen zonder de volgorde van de overblijvende elementen te veranderen.